# مايك فورد
مايك فورد (بالإنجليزية: Mike Ford)‏ (9 فبراير 1966 ببرستل في المملكة المتحدة - ) هو لاعب كرة قدم بريطاني في مركز الدفاع. لعب مع أكسفورد يونايتد وكارديف سيتي وليستر سيتي وDevizes Town F.C. ‏ وThame United F.C. ‏.

## وصلات خارجية
- مايك فورد على موقع قاعدة بيانات كرة القدم.إي يو (الإنجليزية)
- مايك فورد على موقع Soccerbase.com (لاعب) (الإنجليزية)